# 楊嘉源
楊嘉源（1970年4月29日—）是日本職業圍棋棋士，出生於台灣，現為九段，日本棋院東京本院所屬。

## 経歴
楊嘉源9歳時與弟弟楊嘉榮隨著父親前往棋會所下棋。
1982年，楊嘉源前往日本、85年入段。1987年『棋道』誌のプロアマ対抗八強淘汰戦で準優勝。1988年五段。1991年棋聖戦五段戦優勝、碁聖戦四強。1994年，楊嘉源與柳時熏、趙善津、三村智保開始學習會、同年、棋聖戦六段戦準優勝、新人王戦準優勝。同年進入本因坊戰循環。1996年、新鋭淘汰戦優勝、進入名人戰循環。1997年NEC俊英圍棋淘汰戦優勝、棋聖戦七段戦優勝、晉升八段。1998年阿含·桐山杯四強。1999年、楊嘉源與矢代久美子搭檔進入雙人碁選手權戰四強。2000年，楊嘉源晉升九段。
1997年，楊嘉源與知念薰結婚、在宮古島及台北市舉行結婚典禮。

## 經歴
- 新鋭淘汰戦 1996年
- NEC俊英囲碁淘汰戦 1997年
- 豐田杯世界圍棋王座戰16強 2002年（○金秀壮、×费尔南多·阿基鲁尔）
- 日中囲碁交流
  - 1992年 1-2 邵煒剛
- 中日圍棋擂台賽
  - 1997年俊英戦 1-2 周鶴洋
- CSK杯
  - 2002年 0-2（×兪斌、×李世乭）
- 新人王戦 準優勝 1994年
- 棋聖戦 五段戦優勝 1991年、七段戦優勝 1997年、棋聖戦循環 2000年(1-4)
- 本因坊戦循環 1994(4-3）、95(4-3)、96(2-5)年
- 名人戦循環 1996年(2-6)

## 外部連結
- 日本棋院「楊嘉源」 （页面存档备份，存于）